# Pinnatella gollanii
Pinnatella gollanii là một loài rêu trong họ Neckeraceae. Loài này được Broth. mô tả khoa học đầu tiên năm 1931.